# Софија Копола
Софија Кармина Копола (енгл. Sofia Carmina Coppola; Њујорк, 14. мај 1971) америчка је глумица, продуценткиња, сценаристкиња и режисерка.
Најмлађе је дете и једина ћерка редитељки Елеонор и Френсиса Форда Копола, дебитовала је на филму као дете у очевој хваљеној крими драми Кум (1972). Копола се касније појавио у неколико музичких спотова и имао је споредну улогу у фантастичној комедији Пеги Сју се удала (1986). Затим је глумила Мери Корлеоне, ћерку Мајкла Корлеонеа, у наставку Кум 3 (1990).
Године 2015, Копола је објавила Netflix-ов бижићни специјал, музичку комедију A Very Murray Christmas, који јој је донео номинацију за Награду Еми за изванредан телевизијски филм.

## Биографија
Копола је рођена у Њујорку 14. маја 1971. као најмлађе дете и једина ћерка редитељке документарних филмова Елеонор (девојачко презиме Нил) и филмског редитеља Френсиса Форда Кополе. Она је италијанског порекла (Базиликата и Напуљ) по очевој страни и одрасла је на фарми својих родитеља у Радефоррду, Калифорнија . Са 15 година, Софија Копола је стажирала за Chanel. Завршила је средњу школу Света Јелена 1989. Прво је студирала на Милс колеџу па је прешла на Калифорнијски институт за уметност од 1993. до 1994, да би се фокусирала на сликарство. Након тога, похађала је Art Center College of Desig, где јој је ментор био Пол Џесмин. Након што је напустила колеџ, покренула је линију одеће под називом Милкфед, која се сада продаје искључиво у Јапану.
Међу њеном великом породицом активном у Холивуду су тетка Талија Шир и њени ближу рођаци Николас Кејџ и Џејсон Шварцман. Копола је у одрастању имала много различитих интересовања, укључујући моду, фотографију, музику и дизајн, и у почетку није намеравала да постане филмски стваралац. Међутим, након што је снимила свој први кратки филм Lick the Star 1998. године, схватила је да је режија „спојила све ствари које је [коју] волела“ и одлучила је да настави да се бави режијом.
Почетком деведесетих, Копола се често појављивала у часописима оријентисаним на девојке попут Seventeen и YM. Године 1994. била је суоснивач модне линије Milk Fed у Јапану, са својом пријатељицом Стефани Хејман у сарадњи са Ким Гордон из Sonic Youth-а. Године 2001. модни дизајнер Марк Џејкобс изабрао је глумицу/редитељку да буде „лице“ парфема његове фирм, Дејзи. Кополине фотографије за кампању снимио је фотограф Јирген Телер. У издању Elle из јула 2013. представљене су фотографије Парис Хилтон које је Копола направила у Хилтоновој вили на Беверли Хилсу (и модел и кућа се појављују у The Bling Ring).
Године 2017, пре него што је Копола започела претпродукцију за The Beguiled, од ње је италијанска државна телевизија Раи Цом из Алл'Опера замолила да режира њихову најновију продукцију Травијате. Травијата је опера у три чина Ђузепеа Вердија постављена на италијански либрето Франческе Марије Пјаве. Ова продукција у режији Кополе снимљена је за емитовање у Немачкој и Француској од стране Arte/ZDF, користећи више најсавременијих 4к камера и до 100 микрофона. Копола је у интервјуу рекла да није могла да одбије пројекат. Говорећи о свом модерном приступу овој класичној причи, Копола каже: „Желела сам да истакнем личну страну француске куртизане, девојке за забаву навикнуту на друштво. То је веома женствен свет који волим“.

### Каријера глумице
Кополина глумачка каријера, обележена је честим критикама са становишта непотизма и негативним критикама. Глумачку каријеру је започела док је била дете, пошто је у  глумила споредне, мале улоге, у осам филмова свог оца. Најпознатија улогу остварила је у Куму као новорођенче Мајкл Френсис Рици, у сцени крштења. Копола је такође глумила у низу филмова које је њен отац касније режирао. Frankenweenie (1984) је био први филм у коме је Копола глумила а да није био на било који начин повезан са њеним оцем; међутим, улога често остаје незапажена због њеног уметничког имена „Домино“, које је усвојила у то време јер је мислила да је гламурозно Кратки филм под насловом Живот без Зое (1989), објављен као део трипартитног антологијског филма Њујоршке приче, ко-написали су тинејџерка Копола и њен отац а њен отац Франсис је такође био један од редитеља филма Током деведесетих, појавила се у неколико музичких спотова.
Копола се вратила трилогији Кум и у другом и у трећем филм. Она игра дете имигранта у Другом делу Кума и ћерку Мајкла Корлеонеа у Куму 3 након што је првобитна глумица, Винона Рајдер, одустала од филма. у последњи час због неурастеније. Претпоставља се да је Кополин наступ у Куму III штетио каријеру Франсиса Форда Кополе и уништио глумачку каријеру Софије пре него што је уопште почела. Софија Копола је рекла да никада није желела да глуми и да је то учинила само да помогне када ју је отац замолио. Такође се сугерисало да је њена глума у филму можда утицала на његов учинак на благајнама, који је имао успешан почетак, а затим опао. Она се бринула да је улогу добила само зато што је била редитељева ћерка, а улога ју је оптерећивала током снимања које је њена мајка пратила кроз серију дневника које је писала за Vogue током снимања. Копола је касније изјавила да је нису повредиле критике на рачун њеног рада на филму јер никада није посебно желела да има глумачку каријеру.
Након што је критикована због лоше улоге у Куму 3 (за који је проглашена за „Најгору споредну глумицу“ и „Најгору нову звезду“ на додели Златних малина 1990), Копола је углавном окончала глумачку каријеру; међутим, појавила се у независном филму Inside Monkey Zetterland (1992), као и у позадинским улогама у филмовима њених пријатеља и породице (на пример, појавила се као Саше, једна од пет слушкиња краљице Падме Амидале, у филму Џорџа Лукаса из 1999. Ратови звезда: Епизода I — Фантомска претња).

### Каријера редитељке
Кополин први кратки филм био је Lick the Star (1998). Пуно пута је пуштан наndependent Film Channel. Њен дебитански дугометражни играни филм је Смрт недужних  (1999); добио је похвале критике након премијере у Северној Америци на филмском фестивалу у Санденсу 2000. и  прешао је у дистрибуцију касније те године. Кополу је први пут привукла прича након што је прочитао књигу Џефрија Југендиса 1995. године, на препоруку музичара Турстона Мура. Копола је рекла да осећа да је ауторка романа разумела тинејџерско искуство. Такође је рекла, да није било те књиге, она можда не би имала филмску каријеру. Конкретно, Копола је истакла репрезентацију тинејџера који „блеје наооколо“, ситуацију са којом се повезала, али је сматрала да се не види много у филмовима на тинејџерске теме. Тема приче о губитку била је лична веза за Кополу у светлу смрти њеног најстаријег брата 1986, који је погинуо у несрећи на чамцу, иако је изјавила да није одмах схватила ту везу. Копола је обезбедила права на роман без очеве помоћи, а сама је адаптирала сценарио. Нискобуџетни филм је задобио похвале критичара, и представљао је тачку у којој је Копола изашла из сенке свог оца. Почетак своје каријере приписује Канском фестивалу, пошто је филм тамо премијерно приказан.
Њен други играни филм Изгубљени у преводу (2003) освојио јој је Оскара за најбољи оригинални сценарио и три награде Златни глобус, укључујући награду за најбољи филмски мјузикл или комедију. После Лине Вертмилер и Џејн Кампион, Копола је постала трећа редитељка која је номинована за Оскара за режију и друга која је освојила награду за оригинални сценарио, после Кемпион 1994. (Номинована је и Вертмилер). Њена победа за најбољи оригинални сценарио 2003. учинила ју је трећом генерацијом добитница Оскара. Копола је била друга жена, после Едит Хед, која је номинована за три Оскара у једној ноћи. 2004. Копола је позван да се придружи Академији филмске уметности и науке. Копола је снимила Изгубљени у преводу за 27 дана са малом екипом, радећи без дозвола. Сцене су снимане импровизовано на улици, док су сцене снимљене у хотелу Парк Хајат омогућиле екипи да користи ходнике између два и три сата ујутру, а да не омета госте.
Филм је добио позитиван пријем и признање, али је такође изазвао контроверзу због тога што се у филму користи „Јапан као егзотичан и бизаран пејзаж за његове америчке протагонисте“. Група Asian Mediawatch лобирала је против номинација филма за Оскара, наводећи „Филм нема значајне јапанске улоге, нити постоји значајнији дијалог између главних ликова и Јапанаца. Такви прикази одржавају негативне стереотипе и ставове који су штетни по Американце азијског порекла у САД, где значајна мањина Американаца већ има негативне ставове према Азијатима“. Копола је одговорила на ове оптужбе у интервјуу за The Independent, „Могу да видим зашто би људи то могли да мисле, али знам да нисам расиста. Мислим да ако је све засновано на истини, можете се зафркавати, имати мало смејте се, али и поштујте културу. Ја једноставно волим Токио, и нисам злонамерна... Чак и у нашим дневним позивима, мешали би 'рс' и 'лс' – све је то било из искуства, није измишљено. Претпостављам да је неко погрешно разумео моје намере. То ме мучи, јер знам да нисам расиста."
Трећи дугометражни филм Софије Кополе био је биографски филм Марија Антоанета (2006), адаптиран према биографији британске историчарке Антоније Фрејзер. Кирстен Данст игра главни лик, а Џејсон Шварцман, Кополин рођак, игра краља Луја XVI. Филм је дебитовао на Филмском фестивалу у Кану 2006. где је, упркос звиждуцима у публици, добио овације. Иако су критичари били подељени у време објављивања, задобио је више критика у годинама које су уследиле. Питер Бредшо из The Guardian-а је изјавио: „Презентација Марииног живота од стране Софије Кополе има сестринску, неоцењивачку интимност, а редитељ је извео дрске изуме и провокације са неким стилом, комбинујући блиставе визуелне слике и формалне поставке у строгом периоду, са новим хитови таласних графикона из 1970-их и 80-их: ови музички анахронизми дају ироничну торзију целокупном ефекту."
Марија Антоанета је снимљена на локацији у дворцу Версаиллес. Сама Копола је тврдила да је у почетку била привучена лику Марије Антоанете као невиног и брижног лика који се нашао у ситуацији ван њене контроле, и да је уместо да ствара историјску представу, желела да створи интимнији поглед на свет хероине. Копола је био заинтересована да успостави емоционалну везу са младом краљевском дружином чије се „стање одвијало у условима познатим размаженој животињи у зоолошком врту“. Стил филма не прати постулате традиционалног биографског филма, већ користи „хит песме и нескладне дијалоге“. Филм је добио Оскара за најбољу костимографију, као и три номинације за БАФТА награде.
Четврти филм Кополе био је Негде (2010), и сниман је у Шато Мармонт. Радња се фокусира на глумца „бедбоја“ Марка (којег глуми Стивен Дорф ) који је приморан да преиспита свој живот када његова ћерка Клео (коју глуми Ел Фенинг) неочекивано стигне. Однос између Марка и Клео био је лабаво заснован на Кополином сопственом односу са њеним оцем. Филм је освојио престижног Златног лава на Венецијанском филмском фестивалу. У новембру 2010., Кополу је интервјуисао Џоел Коен, који је изразио своје дивљење њеном раду, на пројекцији филма у Њујорку.
Негде приказује тек познатог глумца (Стивен Дорф) који се опоравља од лакше повреде чије богатство, слава и професионална искуства не могу да ублаже егзистенцијалну кризу коју доживљава, јер је приморан да брине о својој 11-годишњој ћерки у одсуству његова жена. Филм је премијерно приказан на 67. Међународном филмском фестивалу у Венецији, а отворен је у остатку Италије 3. септембра 2010. Фестивалски жири је једногласно доделио филму Златни лав за најбољи филм у целини. Квентин Тарантино, председник жирија, рекао је да је филм "растао и растао у нашим срцима, у нашим мислима, у нашим осећањима" након прве пројекције. Филм је наставио да добија похвале критике, посебно од познатог филмског критичара Chicago Sun-Times Роџера Иберта који је похвалио детаље лика Џонија Марка, написавши: „Копола је фасцинантна редитељка. Она види, а ми видимо тачно оно што она види. Сва пажња је усмерена на шачицу ликова, на Џонија."
Кополин следећи филм, The Bling Ring (2013), заснован је на стварним догађајима усредсређеним на Блинг Ринг, групу тинејџера из Калифорније који су опљачкали куће неколико познатих личности током 2008. и 2009. године, укравши око 3 милиона долара у готовини и стварима. Ема Вотсон, Таиса Фармига, Лесли Ман, Израел Брусард, Кејти Чанг и Клер Џулијен глумиле су у филму, који је отворио секцију Ун Цертаин Регард Филмског фестивала у Кану 2013. године. The Bling Ring је премијерно приказан на Филмском фестивалу у Кану 2013. Инспирисана је филмом Vanity Fair о криминалцима из стварног живота приказаним у филму, које је Копола описала као „производе наше растуће ријалити ТВ културе“. Филм је добио генерално позитивне критике, при чему су многи хвалили његов стил и изведбу, док су неки сматрали да је филм гламуризовао злочине у причи и није успео да о њима пренесе асертивну поруку кроз нарацију; „Копола не оправдава своје ликове нити их ставља у неку врсту моралног или критичког оквира; они једноставно пролазе кроз оквир, набрајајући имена брендова и буљећи у своје телефоне.
Копола је поново сарађивала са звездом филма Изгубљени у преводу, Билом Маријем, на A Very Murray Christmas, у коме глуми Мариј. Филм су написали Копола, Мари и Мич Глејзер. Филм је омаж класичним естрадним емисијама на божићну тему, објављен је у децембру 2015. на Netflix-у.
Копола је режирала The Beguiled (2017), римејк истоименог јужњачког готичког филма из 1971. године, са Никол Кидман, Ел Фанинг и Кирстен Данст у главним улогама. Филм је премијерно приказан на Филмском фестивалу у Кану 2017. године, где је Копола постала друга жена (и прва Американка) која је освојила награду за најбољу режију. Филм је заснован на истоименој књизи из 1966. аутора Томаса П. Кулинана о рањеном војнику Уније у богословији у Мисисипију током Америчког грађанског рата и направљен је за мање од 10 милиона долара. Филм је садржао елементе трилера, што је био жанровски искорак за редитељку. Копола је навела своју интригираност Југом као део привлачности приче. Копола је рекла да је „желела да филм представља преувеличану верзију свих начина на који су жене традиционално одгајане тамо само да би биле љупке и да би удовољиле мушкарцима – манири целог тог света и како се мењају када мушкарци оду”. Она је навела Прохујало са вихором као своју инспирацију за стварање филма који је био препознатљив упркос радњи која се одиграва у другој епохи. Филм се суочио са таласом контроверзи и подела, укључујући оптужбе за „избељивање“ оригиналне приче након што је одлучила да уклони споредну улогу црне робиње из филма. Копола се такође суочила са критикама да је умањила причу о људима који доживљавају стварне тешкоће у корист приказивања, иако аутентично, раскошног начина живота њених протагониста, чиме је умањила важност тешке теме. Копола је одговорила на ове оптужбе наводећи присуство младих девојака међу њеном филмском публиком. The Beguiled није једини Кополин филм који је оптужен за разоткривање социокултурних могућности њеног детињства. Копола је описала своју верзију филма као реинтерпретацију, а не римејк, Дон Сигелове адаптације исте књиге из 1971. године. Копола је желела да исприча причу о уласку мушког војника у класично јужњачко и женско окружење из угла жена и да представи како је то за њих изгледало. Копола је сматрала да је ранија верзија ликове приказала као луде карикатуре и није дозвољавала гледаоцу да их упозна. Док неки критичари тврде да је The Beguiled редитељка осмислила као феминистичко дело, Копола је објаснила да се не слаже са таквом етикетом. Иако је рекла да је срећна ако други виде филм на овај начин, она га види као филм, пре, који поседује женску перспективу – што је важна разлика. The Beguiled је такође направљен као контраст The Bling Ring, а Копола је објаснила да је морала да исправи оштру естетику тог филма у том филму нечим лепшим и поетичнијим.
Њен наредни филм, On the Rocks, прича причу о ћерки и оцу, које играју Рашида Џонс и Бил Мари, док заједно истражују Њујорк у покушају да поправе своју нарушену везу. Објављен је у ограниченом биоскопском издању 2. октобра 2020. од стране А24, а пуштен је за дигитални стриминг 23. октобра 2020. од стране Apple TV+. Филм је добио позитивне критике критичара, који су похвалили Кополин сценарио и режију, и навели га као лакши од њених претходних филмова. Неки критичари су изјавили да филму "није суђено да постигне исти култни статус као неки од Кополиних претходних радова".
Филм, Priscilla (2023), њено осмо редитељско остварење, заснован је на животу Присиле Присли и њеним мемоарима из 1985. Елвис и ја. У филму играју Кејли Спаени као Присила и Џејкоб Елорди као Елвис Присли. Филм дистрибуира А24 и премијерно је приказан на 80. Међународном филмском фестивалу у Венецији у септембру 2023.
Филм је добио позитивне критике, а Rolling Stone је прогласио филм за њен најбољи од Изгубљени у преводу. Дејвид Руни из The Hollywood Reporter-а је написао: „Копола је одувек била филмски стваралац који изазива осећања радије него што их разбија наглашеним изјавама, а нијансирана уздржаност њеног писања и режије овде у великој мери иду у прилог Присили.
Филм дубље истражује живот Присиле Присли, омогућавајући гледаоцима да погледају однос Присиле и Елвиса Прислија. За разлику од филма Елвис (2022) База Лурмана, филм не приказује Елвиса позитивног нити приказује већи део његове успешне каријере. Уместо тога, приказује Елвиса „мрачнију, страну, у кући“. Копола је више заинтересована да покаже Присилину страну њихове везе, наглашавајући терор Елвисовог физичког и емоционалног злостављања према Присили.

## Лични живот
Копола је 1992. упознала режисера Спајка Џоунза; венчали су се 1999. и развели 2003. године. Њен публициста је у званичном саопштењу објаснио да је одлука о разводу донета са тугом. Раширено је веровање да је муж главне јунакиње у Изгубљени у преводу заснован на Џоунзеу, што је и сама Копола изјавила након објављивања филма: „Тамо има елемената Спајка, елемената искустава“.
Од 2003. до 2005. забављала се са режисером Квентином Тарантином. Остали су пријатељи након раскида.
Она се удала за музичара Томаса Марса 27. августа 2011. у Берналдију, Италија. Упознали су се док су снимали музику за The Virgin Suicides. Имају две ћерке: Роми (рођена 28. новембра 2006), чије име је омаж Кополином брату Роману и Козиму (рођена маја 2010).
Копола и њена породица живели су у Паризу неколико година пре него што су се преселили у Њујорк 2010.
Она практикује да своју породицу држи ван ока јавности, са циљем да њена каријера и путовања не утичу на животе ћерки. На питање да ли је родитељску одлуку да своју децу држи подаље од рефлектора донела као резултат њеног сопственог одрастања, Копола је објаснила да никада не жели да њена деца буду исцрпљена.

## Награде

### Освојене награде
- Награђена Оскаром за најбољи сценарио у филму Изгубљени у преводу, 2003. године.
- Награђена Златним глобусом за најбољи сценарио у филму Изгубљени у преводу, 2003. године.

### Номинације
- Номинована за Оскара као најбољи режисер у филму Изгубљени у преводу, 2003. године.
- Номинована за Златни глобус као најбољи режисер у филму Изгубљени у преводу, 2003. године.
- Номинована за БАФТА као најбољи режисер у филму Изгубљени у преводу, 2003. године.
- Номинована за БАФТА за најбољи сценарио у филму Изгубљени у преводу, 2003. године.

## Филмографија

### Филмови као глумица
| Улоге Софије Кополе |                                           |               |               |          |
| Година              | Српски назив                              | Изворни назив | Улога         | Напомена |
| 1972.               | Кум                                       |               |               |          |
| 1974.               | Кум 2                                     |               |               |          |
| 1983.               |                                           |               | девојчица     |          |
| 1983.               |                                           |               | Дона          |          |
| 1984.               |                                           |               | Ен Чемберс    |          |
| 1984.               |                                           |               | дете на улици |          |
| 1986.               |                                           |               |               |          |
| 1987.               |                                           |               |               |          |
| 1990.               | Кум 3                                     |               | Мери Корлеоне |          |
| 1992.               |                                           |               | Синди         |          |
| 1999.               | Ратови звезда Епизода I: Фантомска претња |               |               |          |
| 2001.               |                                           |               |               |          |

### Глумица у видео спотовима
- Mildred Pierce - Sonic Youth (1990) - режисер Dave Markey
- Deeper and Deeper - Мадона (1992) - режисер Bobby Woods
- Sometimes Salvation - The Black Crowes (1992) - режисер Stéphane Sednaoui
- Elektrobank - The Chemical Brothers (1997) - режисер Spike Jonze

## Књиге
- Coppola, Sofia (2023). Sofia Coppola Archive: 1999–2023. London: Mack. ISBN 978-1-915743-13-8. OCLC 1396453281.